# Suonojärvi
Suonojärvi är en sjö i Finland. Den ligger i kommunen Vesilax i landskapet Birkaland, i den södra delen av landet, 150 km nordväst om huvudstaden Helsingfors. Suonojärvi ligger 105,1 meter över havet. Arean är 5,36 kvadratkilometer och strandlinjen är 41,93 kilometer lång. Sjön  ingår i Kumo älvs huvudavrinningsområde.   I omgivningarna runt Suonojärvi växer i huvudsak barrskog. Den sträcker sig 6,4 kilometer i nord-sydlig riktning, och 3,9 kilometer i öst-västlig riktning.
I övrigt finns följande i Suonojärvi:
- Puurosaari (en ö)
- Nurkinsaari (en ö)
- Koivusaaret (en ö)
- Ahdinsaari (en ö)
- Aadolfinsaari (en ö)
- Järvensivunsaari (en ö)
- Selkäsaaret (en ö)
- Nokiansaari (en ö)
- Lammassaari (en ö)
- Kukkolansaari (en ö)

I övrigt finns följande vid Suonojärvi:
- Hiittenvaha (en klippa)